# ملصق المطلوبين
ملصق المطلوبين أو ملصق الهاربين هو ملصق للأشخاص الهاربين توزع الإعلام لأشخاص أو تلسقه على الحائط في مكان، يكون الملصق للأشخاص الذين هم مطلوبون للسلطات لأعتقالهم ومحاكمتهم بسبب ارتكابهم جريمة أو جرائم ويشمل الملصق صورة للشخص الهارب أو صورة مركبة للوجه تنتجها الشرطة أي يتم رسمها عن طريق برنامج على الحاسوب أو في ورقة لسبب أن الهارب مجهول أو لا يملك صورة ويتم وصف الصورة من قبل الشاهدين .

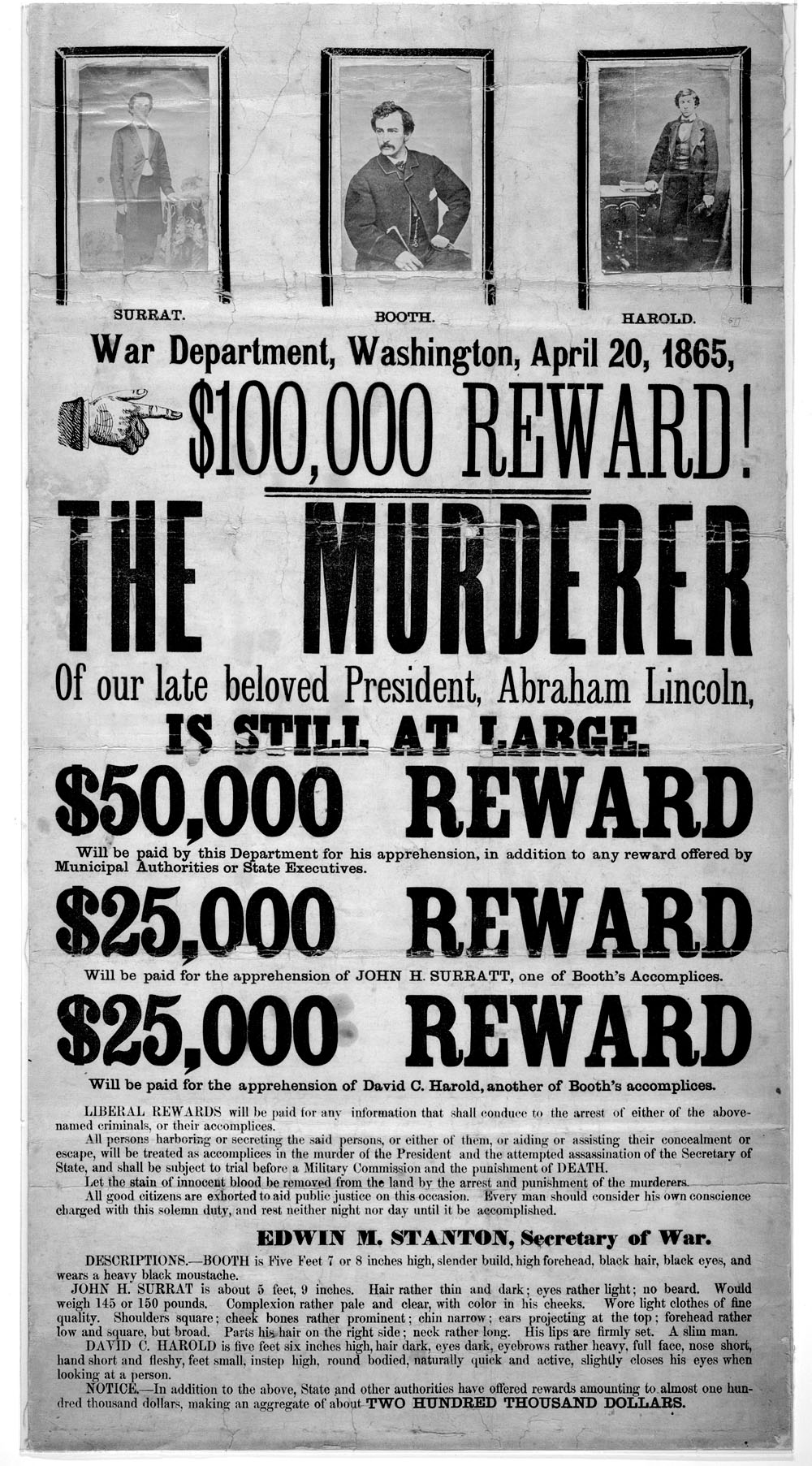
ملصق للهارب جون ويلكس